# 奇尔纳村
奇尔纳村（發音：[ˈtʃəɾna ˈʋaːs]），是斯洛文尼亚卢布尔雅那城市市镇内的村庄，位于卢布尔雅那南邊，盧布爾雅尼察河右岸。属于下卡尼奧拉和中斯洛文尼亚统计区的一部分。